# Криївка

Схема криївки, виявленої радянськими каральними органами 23 листопада 1953 р.

Криї́вка — військово-оборонна й господарська споруда Української повстанської армії, розташована під землею. У літературі ще можна зустріти назву бункер або схрон. Найбільше поширення набула під час війни з каральними органами СРСР. Інженерні відділи УПА спроєктували понад десять тисяч криївок для автомобільної техніки, гармат, мінометів, стрілецької зброї, боєприпасів, друкарень, швейних цехів, шпиталів Українського Червоного Хреста й родин вищого командування УПА.
Використовувалися також як продовольча база для порятунку цивільного населення України під час комуністичного Голодомору 1946–1947 років.

## Історія криївок

Криївка УПА у військовому меморіалі «Урочищі Гурби»

Уперше криївки почали використовувати у визвольному русі 1917–1920-х років. Тоді підземні схрони будували учасники антибільшовицького руху спротиву. Місцем розташування криївок були ліси Наддніпрянщини та Полісся. Функціональне призначення таких споруд переважно зводилося до переховування повстанців у холодну пору року, особливо в час, коли випадав сніг і вистежити повстанську групу можна було за відбитками на снігу.

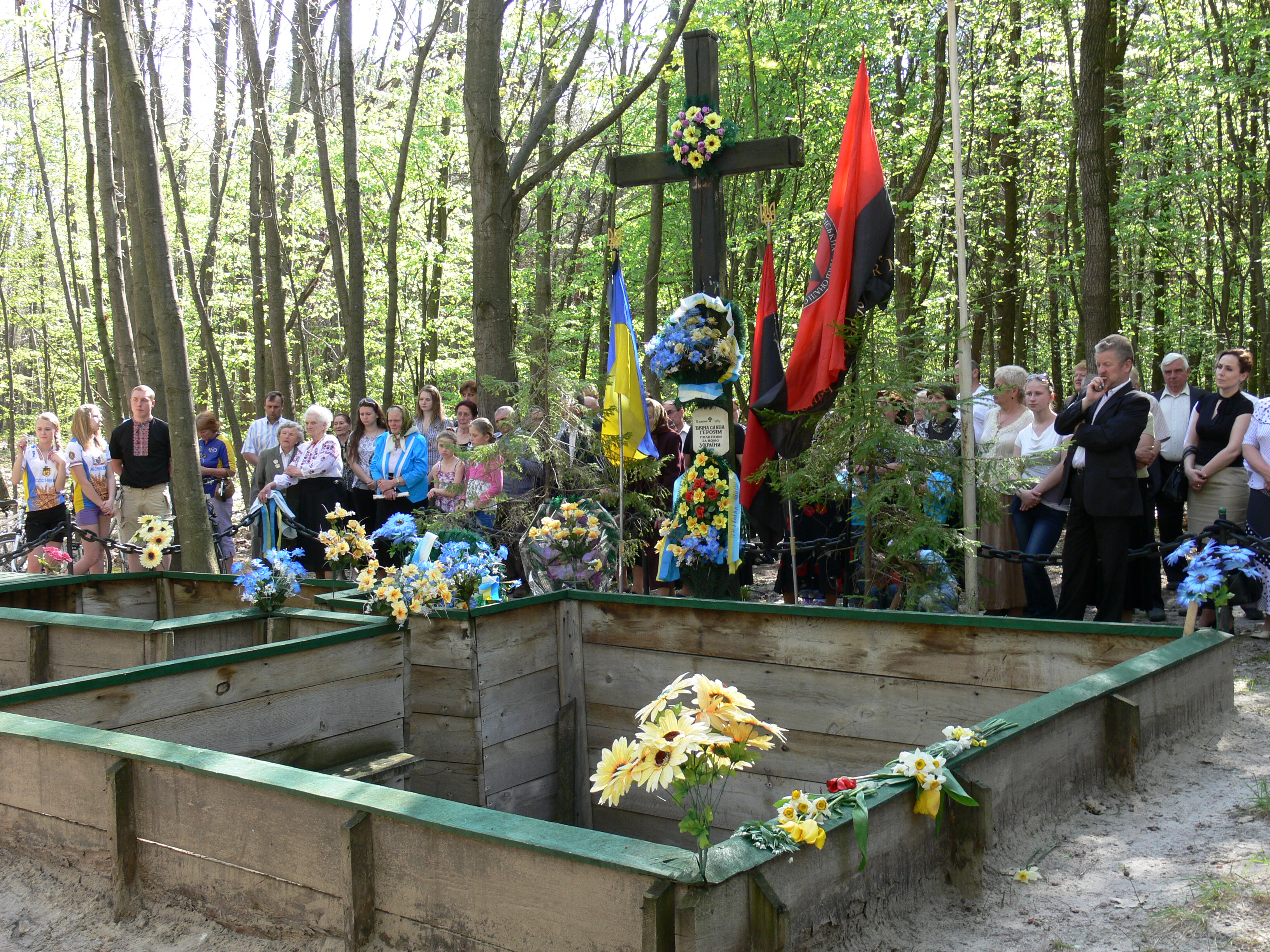
Криївка УПА в урочищі Морозівське

### 1930-ті
Перші криївки у Західній Україні були створені в 1930-х роках. Вони призначалися для розміщення нелегальних друкарень та зберігання забороненої польською владою друкованої продукції. Зокрема, від весни 1931 до січня 1934 року, в селі Конюхові неподалік Стрия діяла друкарня Крайової екзекутиви, керував якою Іван Чубко. Була вона в підземному приміщенні під стодолою в господарстві члена ОУН Миколи Мельника. Забезпечували її функціонування щонайменше десятеро осіб, які, проте, не перебували постійно в криївці, а з'являлися туди для технічної роботи. На початку 1934 року підпільників викрила польська поліція.
Наприкінці того-таки року нова друкарня запрацювала у криївці в Добрівлянах, знову ж неподалік Стрия. Нею опікувався член ОУН, пізніше — відомий у діаспорі історик і публіцист Петро Мірчук. Та вже 1935 року підпільну друкарню Крайової екзекутиви ОУН було перенесено до села Мужилів на Підгаєччині. Її організатором став відомий у майбутньому керівник націоналістичного підпілля в Україні Василь Кук. Цієї криївки поляки так і не виявили, вона успішно діяла аж до вересня 1939 року. Окрім криївки в Мужилові, Кук 1937 року розпорядився обладнати під нелегальну друкарню ще одну в селі Угринів, яка теж справно виготовляла оунівські листівки, бюлетені, навчальні матеріали та брошури аж до приходу більшовиків.

### 1940-ві

Степан Стебельський-«Хрін» перед входом у криївку

Вересень 1939 року ознаменувався радикальними змінами в житті Західної України. Після локальних повстань та нападів на польські військові й поліційні підрозділи оунівці зібрали певну кількість зброї (вісім тисяч гвинтівок, пістолетів і кулеметів, сім гармат, один танк, вісім літаків). Усе це слід було якось заховати, аби воно не стало легкою здобиччю для більшовиків. Відтак з'являється новий вид криївок — криївки-склади зброї. Їх, як і друкарні, облаштовували зазвичай у селах: непомітно будували тоді, коли хтось із членів або симпатиків ОУН споруджував нову хату, стодолу, погріб чи хлів.
Так само місця під склади боєприпасів чи друкарні облаштовували й на початку німецької окупації. 1943 року, коли кількість повстанських відділів стрімко зростала, поширилася практика створення криївок для складування харчових запасів, одягу, взуття, засобів гігієни тощо.
Найбільшого поширення криївки отримали після повернення радянської влади, — особливо від кінця 1940-х років, коли було розформовано великі повстанські відділи. Ці спеціальні схованки виявилися справжнім порятунком для визвольного руху в часи зимових блокад лісів енкаведистами.
За словами очевидців така ж криївка знаходилася в лісі неподалік хутора Казнів, що на Тернопільщині, але згодом цю криївку разом із воїнами знайшла радянська армія, яка жорстоко розправилися з українськими бійцями.
Потреба у величезній кількості підземних сховок у 1943–1944 рр. дуже часто позначалася на якості будівництва. Криївки нерідко виходили примітивними, недосить замаскованими, що призводило до викриття енкавеесівцями та смершівцями. Як і в попередні роки, за своїм функціональним призначенням це були здебільшого склади. Однак вражають неймовірна кількість і часто-густо чималі розміри цих об'єктів.
Службовці СМЕРШу 1-го Українського фронту лише навесні 1944 року викрили на Волині 530 криївок-складів (135 — зі зброєю, 369 — з харчами, 26 — із військовим майном). У цих сховищах було майже 170 тонн зерна, 17 тонн солі, 29 тонн інших продуктів. Повстанці збудували криївки, в яких зуміли вмістити 4 автомобілі, 12 гармат, 35 мінометів, майже тисячу одиниць стрілецької зброї, сотні тисяч набоїв, тисячі гранат, мін тощо. А загалом упродовж 1944 року енкавеесівці й смершівці знайшли на волинських землях близько 800 складів-криївок. Це означає, що до приходу радянської влади підпілля й повстанці в цьому регіоні спорудили щонайменше тисячу великих схованок.

## Технологія будівництва
При спорудженні криївок обов'язково дотримувалися правил конспірації. Кожну криївку будували ті підпільники, які надалі мали в ній перебувати, отже про місце її розташування, окрім них, ніхто не знав. Аби приховати викопану землю, її або викидали в річку неподалік, або виносили у свіжозоране поле. Критеріями вибору місця для криївки були непомітність, недоступність для ворога, добра можливість для відступу, тому це міг бути і ліс, і населений пункт. Траплялись й цілком несподівані криївки, такі як в бічному отворі криниці, куди упівці спускалися по ланцюгу.
За формами криївки дуже різнилися: від невеликих схованок для одного-двох повстанців до просторих багатокімнатних приміщень. Ці другі будували здебільшого відкритим, а не шахтним способом — у віддаленій гірській місцевості. Саме там вони, недоступні для загонів НКВС, функціонували найдовше — до середини 1950-х років.
Описуючи велику криївку Головного осередку пропаганди (ГОСП), в якій наприкінці 1940-х працював Петро Федун («Полтава»), підпільниця М. Савчин згадувала:

Будівництво криївки

Від 1945–1946 років криївки помітно вдосконалюються. Вони відіграють ролю шпиталів, штабів, казарм, тимчасових або тривалих схованок на одного чи кількох підпільників, зв'язкових пунктів тощо. Аналізуючи різновиди криївок, радянські спецслужбовці створили близько тисячі схем, в яких було зображено найтиповіші форми підпільницької архітектури.
Найпростішими за своєю конструкцією були криївки, призначені для пунктів зв'язку та зберігання архівів. Їх зазвичай влаштовували в лісі, тож вони були практично не пристосовані для життя. До відносно нескладних з інженерного погляду конструкцій слід віднести криївки на горищах житлових будинків, господарських споруд або церков. Вони здебільшого вміщували одну чи кілька осіб і служили тимчасовими схованками.
Найскладнішими були криївки, влаштовані в землі й розраховані на доволі велику кількість людей, які мали жити й працювати без виходу назовні впродовж чотирьох-п'яти місяців (шпиталі, підпільні друкарсько-видавничі осередки, штаби тощо). Вони мали кілька виходів, вентиляційну систему, пічне опалення й дрова, автономні криниці, склади з харчами та ліками, запаси нафти або гасу, достатню кількість зброї, технічні засоби для тиражування пропагандистської літератури, туалетні приміщення, житлові кімнати, дво- або триповерхові піли для спання, радіоприймачі з автономним живленням, ручні динамомашини тощо.
На території густонаселеного лісостепового Городенківського району Івано-Франківської області, біля с. Копачинці, до весни 1956 р. діяла «трикімнатна» криївка, де мешкало семеро підпільників, зокрема три жінки. Ось як вона виглядала. Місце для криївки — у лісі над Дністром — обрано так, аби до неї можна було непомітно підійти яром. Потаємний вхід до підземелля, як, зрештою, і в усіх подібних криївках на Прикарпатті, мав прямокутну форму й був обкладений деревом. Донизу вела драбина. Вхід за собою закривали прямокутним ящиком, в якому ріс кущ ліщини. Цікаво, в інженерному плані, були зведені стіни, зроблені стеля й підлога. Оригінально було вирішено проблему димовідведення від кухні. Над пічкою будівельники встановили широку трубу, до неї вмонтували вузенькі трубочки, якими дим виходив на поверхню та розсіювався. Для маскування над криївкою насаджувалися кущі. Відходи з кухні й туалету через каналізаційну трубу викидали до потічка.
У Дрогобицькому музеї розміщена діорама-макет «Повстанська криївка», виготовлена за описом командира УПА Степана Стебельського («Хріна»). Її відкриття було присвячене 60-річчю УПА. Примітно, що фінансову підтримку надала донька Президента УГВР Кирила Осьмака — Наталія Осьмак.

## Побут

Підпільники працюють всередині криївки. Хмельницька обл. 1950 р.

Повстанці, що перебували у криївці, використовували час для посиленого навчання. Вивчали основи військової справи, конспірації, особливу увагу приділяли ідеологічно-політичній підготовці. Керівник пропаганди проводу Карпатського краю Михайло Дяченко («Гомін»):
|  | Почорнієш від самого страху. Пам'ятаєш, що земляна печера може стати тобі будь-якої миті могилою. Вийти звідси живим, якщо Ванька кине до середини кілька гранат, практично неможливо. Але не думай, що тільки від страху потемніло б в очах. Ні, тут куди не глянеш – скрізь темно. На стелі чорна обшивка. Вона там має бути, бо зі стелі ллється вода як із решета. А це не надто приємно, коли вода тече за комір. Підлога також чорна. Води вистачає, але біда в тому, що брудної води після миття немає куди подіти. Ну, а якщо такі справи з підлогою, то не набагато кращі і з нашими обличчями. Вони зараз також чорні, бруду на них – хоч руками відгрібай. |

## Пошук та ліквідація
Для багатьох повстанців криївка стала місцем останнього спочинку. Відшукавши криївку, енкаведисти негайно її оточували. Спочатку карателі пропонували підпільникам здатися. Після відмови починався бій. Криївку обстрілювали, а потім закидували гранатами. Іноді, для того аби взяти живими її мешканців, використовували спеціальний газ. Здебільшого бій закінчувався останньою кулею, яку повстанці залишали для себе. Хоча були випадки, коли їм вдавалося вирватися з ворожого оточення.
2517 бункерів виявили та зруйнували радянські спецслужби впродовж січня — квітня 1946 року у Львівській області, йшлося у звіті МДБ УРСР про проведення оперативно-військових операцій проти УПА. Тільки в селі Топільське Перегинського району Станіславщини, нині — Рожнятівський район Івано-Франківщини, криївки знайшли в 44 будинках із 105.

## Кінематографія
- Фільм. «Останній бункер» [Архівовано 27 жовтня 2021 у Wayback Machine.]
- Радянський фільм. «Високий перевал»